# Nazionale femminile di pallanuoto della Russia
La nazionale di pallanuoto femminile russa è la rappresentativa pallanuotistica della Russia in campo femminile nelle competizioni internazionali. Compete dall'indomani della dissoluzione dell'Unione Sovietica ed è controllata dalla Federatsija Vodnogo Polo Rossij, la federazione russa di pallanuoto.
La formazione è una delle nazionali di punta del panorama mondiale: ha conquistato tre titoli europei consecutivi ed è salita sul podio di tutte le principali manifestazioni internazionali.

## Risultati

### Massime competizioni
Olimpiadi
- 2000  Bronzo
- 2004 5º
- 2008 7º
- 2012 6º
- 2016  Bronzo
- 2020[1] 4º

Mondiali
- 1994 7º
- 1998 4º
- 2001 6º
- 2003  Bronzo
- 2005 4º
- 2007  Bronzo
- 2009  Bronzo
- 2011  Bronzo
- 2013 4º
- 2015 8º
- 2017  Bronzo

Europei
- 1993  Argento
- 1995 6º
- 1997  Argento
- 1999  Bronzo
- 2001  Bronzo
- 2003  Bronzo
- 2006  Oro
- 2008  Oro
- 2010  Oro
- 2012 4º
- 2014 5º
- 2016 6º

### Altre competizioni
Coppa del Mondo
- 1995 4º
- 1997  Argento
- 1999 7º
- 2002 4º
- 2006  Bronzo
- 2010 4º

World League
- 2004 4º
- 2005  Argento
- 2006  Bronzo
- 2007 Turno di qualificazione
- 2008  Argento
- 2009 6º
- 2010 4º
- 2011 5º
- 2012 5º
- 2013  Argento
- 2014 7º
- 2015 5º
- 2016 6º
- 2017  Bronzo
- 2018  Bronzo
- 2019  Bronzo

### Competizioni giovanili
- Universiadi: 1

2013
- Campionato mondiale U20: 3

2009, 2017, 2019
- Campionato mondiale U18: 1

2016
- Campionato europeo U19: 4

2000, 2006, 2009, 2012
- Campionato europeo U18 / U17: 6

2003, 2005, 2007, 2010, 2015, 2021

## Formazioni

### Olimpiadi
Giochi olimpici - Sydney 20001 Akobija, 2 Rytova, 3 Tolkunova, 4 Anikeeva, 5 Kuzina, 6 Tokun, 7 Korolëva, 8 Smurova, 9 T. Petrova, 10 J. Petrova, 11 Konuch, 12 Vasil'eva, 13 Kutuzova, CT: Sergej Frolov
Giochi olimpici - Atene 20041 Voroncova, 2 Šepelina, 3 Salimova, 4 Konuch, 5 Smurova, 6 Zlotnikova, 7 Zubkova, 8 Bogdanova, 9 Petrova, 10 Turova, 11 Šišova, 12 Vasil'eva, 13 Jajna, CT: Aleksandr Klejmenov
Giochi olimpici - Pechino 2008Vorontsova · Shepelina · Prokof'eva · Konuch · Vylegzhanina · Glyzina · Lisunova · Soboleva · Karpovich · Beliaeva · Smurova · Turova · Protsenko, CT: Alexander Kleymenov
Giochi olimpici - Rio de Janeiro 2016Ustyukhina · Borisova · Prokof'eva · Karimova · Fedotova · Gorbunova · Lisunova · Simanovič · Timofeeva · Soboleva · Ivanova · Grineva · Karnauch, CT: Alexandr Gaidukov

### Altro
- Europei - Belgrado 2006 -  Oro:

Olga Fomicheva, Yulia Gaufler, Nadezda Glyzina, Evgenija Ivanova, Sof'ja Konuch, Ekaterina Kuzbetsova, Pantjulina, Evgenia Protsenko, Natalya Ryzhova-Alenicheva, Natalya Shepelina, Elena Smurova, Ekaterina Tankeyeva, Aleksandra Vorobeva, Alena Vylegzhanina, Anastasia Zubkova.
Campionato mondiale - Melbourne 20071 Voroncova, 2 Šepelina, 3 Zubačeva, 4 Konuch, 5 Vylegžanina, 6 Glyzina, 7 Pantjulina, 8 Soboleva, 9 Ryžova-Aleničeva, 10 Fomičëva, 11 Smurova, 12 Zubkova, 13 Kovtunovskaja, CT: Aleksandr Klejmenov
- Europei - Málaga 2008 -  Oro:

Valentina Vorontsova, Natalia Shepelina, Ekaterina Prokof'eva, Sof'ja Konuch, Alena Vylegzhanina, Nadezda Glyzina, Pantjulina, Evgenija Soboleva, Oleksandra Karpovich, Olga Belyaeva, Elena Smurova, Olga Turova, Evgenia Protsenko. CT: Gennady Karpyuk.
Campionato mondiale - Roma 20091 Procenko, 2 Glyzina, 3 Prokof'eva, 4 Konuch, 5 Vylegžanina, 6 Ryžova-Aleničeva, 7 Pantjulina, 8 Soboleva, 9 Timofeeva, 10 Beljaeva, 11 Ivanova, 12 Gaufler, 13 Kovtunovskaja, CT: Aleksandr Kabanov
- Europei - Zagabria 2010 -  Oro:

Evgenia Protsenko, Nadezda Glyzina, Ekaterina Prokof'eva, Sof'ja Konuch, Evgenia Pustynnikova, Natalia Ryzhova-Alenicheva, Ekaterina Tankeeva, Evgenija Soboleva, Alexandra Antonova, Olga Belyaeva, Evgenija Ivanova, Yulia Gaufler, Maria Kovtubovskaya. CT: Aleksandr Kabanov.
- Mondiali - Shanghai 2011 -  Bronzo:

Maria Kovtunovskaya, Nadezhda Fedotova, Ekaterina Prokof'eva, Sof'ja Konuch, Alexandra Antonova, Natalia Ryzhova-Alenicheva, Ekaterina Tankeeva, Evgenija Soboleva, Ekaterina Lisunova, Olga Belyaeva, Evgenija Ivanova, Yulia Gaufler, Anna Karnauch. CT: Aleksandr Kabanov.
- Mondiali - Budapest 2017 -  Bronzo:

Anna Ustiukhina, Veronika Vakhitova, Ekaterina Prokof'eva, Ėl'vina Karimova, Maria Borisova, Ol'ga Gorbunova, Anna Serzhantova, Anastasija Simanovič, Anna Timofeeva, Tatiana Tolkunova, Evgenija Ivanova, Daria Ryzkhova, Anna Karnauch. CT: Aleksander Gaidukov